# نوكليريا حمراء
نوكليريا حمراء (الاسم العلمي:Nuclearia ruber) هي نوع من الطلائعيات تتبع جنس النوكليريا من فصيلة النوكليرية           .